# 相棒のサウンドトラック
『相棒のサウンドトラック』（あいぼうのサウンドトラック）では、テレビ朝日・東映制作のテレビドラマ『相棒』各作品と劇場版のサウンドトラックについて情報を記載する。

## 相棒 サウンド・トラック
解説
Pre SeasonからSeason5までのサウンドトラック。
発売後に、権利者・販売者間でブックレットの表記をめぐり権利問題（一部の曲について、ブックレットでの作曲者名がJASRACに申請されているものと異なっており、一部の楽曲については現在も権利が未定、あるいは申請そのものが削除されている）が生じたため、現在は廃盤となっている。
収録曲
- （）内はブックレット上における作曲・編曲者名

1. メインテーマ2005-2006
  - 作曲・編曲:池頼広
2. メインテーマ2002
  - 作曲・編曲:池頼広
3. メインテーマ2003
  - 作曲・編曲:池頼広
4. メインテーマ2004
  - 作曲・編曲:池頼広
5. 推理
  - 作曲・編曲:池頼広
6. 推理と捜索
  - 作曲・編曲:池頼広
7. 杉下右京ひらめく!
  - 作曲・編曲:池頼広
8. 亀山薫は…
  - 作曲・編曲:池頼広
9. 思わぬところに!
  - 作曲・編曲:池頼広
10. 花の里にて
  - 作曲・編曲:池頼広
11. 事件の予感
  - 作曲・編曲:池頼広
12. 事件勃発
  - 作曲・編曲:池頼広
13. 試行錯誤
  - 作曲・編曲:義野裕明
14. 迷い、そして犯罪に手を染め
  - 作曲・編曲:義野裕明
15. 危機迫る
  - 作曲・編曲:池頼広（義野裕明）
16. 大事件発生〜出動
  - 作曲・編曲:池頼広（義野裕明）
17. 事件解明
  - 作曲・編曲:池頼広（義野裕明）
18. 犯人の告白
  - 作曲・編曲:池頼広（義野裕明）
19. 真実は心の中に
  - 作曲・編曲:義野裕明
20. 解決したが、やるせない
  - 作曲・編曲:池頼広（義野裕明）
21. 相棒1〜土曜ワイド劇場より
  - 作曲・編曲:義野裕明
22. 相棒2〜土曜ワイド劇場より
  - 作曲・編曲:義野裕明
23. 相棒3〜土曜ワイド劇場より
  - 作曲・編曲:義野裕明

## 相棒-劇場版- オリジナルサウンドトラック
解説
シリーズ劇場版1作目「相棒 - 劇場版- 絶体絶命! 42.195km」のオリジナル・サウンドトラック
収録曲
- 全ての曲は池頼広が作曲・編曲

1. Die Eule von Minerva（ミネルヴァの梟） [4:21]
2. die Reihe〜der Angriff（隊列〜襲撃） [3:54]
3. die Burg（城） [3:42]
4. dialog S-34 [0:18]
5. die Erschütterung（震動） [2:19]
6. Fool's Mate (フールズ・メイト） [1:47]
7. die Rache（復讐） [0:43]
8. die Geisel（人質） [2:51]
9. der Schrei（叫び） [2:52]
10. dialog S-80 [0:19]
11. Stalemate（ステイルメイト） [3:02]
12. die Hunde（犬たち） [2:26]
13. der Bischof（僧正） [3:16]
14. die groβe Brücke（大きな橋） [1:09]
15. das Boot（船） [4:34]
16. das Nest〜der Sprengstoff（巣窟〜爆破） [2:24]
17. dialog S-114 [0:36]
18. Bund（絆） [1:16]
19. die Feier（式典） [2:10]
20. der Vater（父） [5:54]
21. dialog S-133 [0:25]
22. der Geist（ゴースト） [0:43]
23. die Welt verändern（Change the World） [4:00]
24. auf Wiedersehen（さようなら） [4:04]

## 相棒 オリジナル・サウンドトラック
解説
Season1からSeason6までのオリジナル・サウンドトラック
収録曲
- 全ての曲は池頼広が作曲・編曲

1. 相棒シーズン1 オープニングテーマ ロングバージョン
2. 追跡
3. 暴かれた罪
4. 悲しい結末
5. 終わりの始まり
6. 終焉
7. 真実の翼
8. 帰還
9. 別れの予兆
10. 迷宮の扉
11. 気配
12. 疑惑
13. 沸騰
14. 花の里ブルース
15. 疑念
16. 推理
17. 相棒シーズン2 オープニングテーマ ショートバージョン
18. 相棒シーズン2 オープニングテーマ ロングバージョン
19. 暗躍
20. 暗雲
21. 疾走
22. 臨場
23. 躍動
24. 相棒シーズン3 オープニングテーマ ロングバージョン
25. 鼓動
26. 相棒シーズン4 オープニングテーマ
27. 正義の行方
28. 緊急事態
29. 光と影
30. 黄昏

## 相棒 Classical Collection-杉下右京 愛好クラシック作品集-
収録曲
- （ ）内は作曲者。

1. 相棒4 オープニングテーマ 吹奏楽バージョン（池頼広）（福田洋介 編曲）
2. 威風堂々 第1番（エルガー）
3. 愛のあいさつ（エルガー）
4. G線上のアリア（バッハ）
5. 英雄ポロネーズ（ショパン）
6. 夜想曲 作品19-4（チャイコフスキー）
7. 冬の旅 より「幻の太陽」（シューベルト）
8. 幻想小曲集 作品73 第1曲（シューマン）
9. 交響曲第41番 「ジュピター 第3楽章」（モーツァルト）
10. 交響曲第25番第1楽章（モーツァルト）［抜粋］
11. ヴァイオリン協奏曲第2番第2楽章（バッハ）
12. アヴェ・マリア（シューベルト）
13. エレジー（フォーレ）
14. アヴェ・マリア（バッハ／グノー）
15. カルミナ・ブラーナ おお、運命の女神よ（オルフ）
16. アダージョ（アルビノーニ）［抜粋］
17. 歌劇「真珠採り」より「耳に残るは君の歌声」（ビゼー）
18. 交響曲第9番「合唱」第4楽章より「歓喜の歌」（ベートーヴェン）
19. 相棒4 オープニングテーマ ピアノ・バラード・バージョン（池頼広）（美野春樹／福田洋介編曲）

## 相棒 Classical Collection-杉下右京 愛好クラシック作品集 デラックス-
解説
先行のクラシック集収録曲に加え未収録だった曲を追加した3枚組
収録曲
- （ ）内は作曲者。

Disc 1
1. G線上のアリア（バッハ）
2. 別れの曲（ショパン）
3. アダージョ（アルビノーニ）［抜粋］
4. 葬送行進曲（ショパン）
5. 夜想曲 作品19-4（チャイコフスキー）
6. 威風堂々第1番（エルガー）
7. 歌劇「リゴレット」より「麗しき人の名は」（ヴェルディ）
8. 愛のあいさつ（エルガー）
9. 夢（ドビュッシー）
10. 冬の旅 より 「おやすみ」（シューベルト）
11. 冬の旅 より 「道しるべ」（シューベルト）
12. 冬の旅 より 「幻の太陽」（シューベルト）
13. 幻想小曲集 作品73 第1曲（シューマン）

Disc 2
1. ピアノ協奏曲第1楽章（グリーグ）
2. 交響曲第41番 「ジュピター」第3楽章（モーツァルト）
3. 交響曲第25番第1楽章（モーツァルト）［抜粋］
4. 交響曲第4番第4楽章（ブラームス）
5. 英雄ポロネーズ（ショパン）
6. アヴェ・マリア（シューベルト）
7. ヴァイオリン協奏曲第2番第2楽章（バッハ）
8. エレジー（フォーレ）
9. ワルキューレの騎行（ワーグナー）
10. トロイメライ（シューマン）
11. ジュ・トゥ・ヴ（サティ）

Disc 3
1. アヴェ・マリア（バッハ／グノー）
2. 夢のあとに（フォーレ）
3. カルミナ・ブラーナ おお、運命の女神よ（オルフ）
4. ハレルヤコーラス（ヘンデル）
5. 交響曲第9番「合唱」第4楽章（ベートーヴェン）
6. ピアノソナタ第8番「悲愴」第2楽章（ベートーヴェン）
7. ボレロ（ラヴェル）
8. 前奏曲、フーガと変奏曲〜前奏曲（フランク）
9. 歌劇「真珠採り」より「耳に残るは君の歌声」（ビゼー）
10. ブランデンブルク協奏曲第3番第3楽章（バッハ）
11. ジムノペディ第3番（サティ）
12. ピアノソナタ第14番「月光」第1楽章（ベートーヴェン）

## 相棒 オリジナル・サウンドトラック デラックス
解説
Season1からSeason6までのオリジナル・サウンドトラック 先行のTV版と劇場版のサウンドトラック収録曲に加え（一部は収録されていない）未収録曲の一部及びSeason7のオープニングテーマを追加した3枚組
収録曲
- 全ての曲は池頼広が作曲・編曲

Disc 1
1. 相棒シーズン4 オープニングテーマ
2. 追跡
3. 終わりの始まり
4. 気配
5. 悲しい結末
6. 事件の果て
7. 暴かれた罪
8. 時の流れ
9. 慟哭
10. 迷宮の扉
11. 終焉
12. 緊急事態
13. 真実の翼
14. 希望の足音
15. 正義の行方
16. 帰路
17. 心の色
18. 光と影
19. 息吹
20. 明日へ続く道
21. 余韻
22. 真実の果て

Disc 2
1. 相棒シーズン3 オープニングテーマ ロングバージョン
2. 光明
3. 窓際ブルース
4. 始動
5. 刑事の背中
6. モノクローム
7. 束の間の休息
8. 花の里ブルース
9. 彷徨
10. 希望の欠片
11. 追憶
12. 推理
13. 疾駆
14. 再生
15. 宿命
16. 相棒シーズン1 オープニングテーマ ロングバージョン
17. 疾走
18. 蠢く影
19. 暗躍
20. 胸騒ぎ
21. 沸騰
22. 相棒シーズン2 オープニングテーマ ロングバージョン
23. 胎動
24. 疑惑
25. 悪意
26. 躍動
27. 臨場
28. 暗雲
29. 異変
30. 鳴動
31. 鼓動
32. 相棒シーズン2 オープニングテーマ ショートバージョン
33. 相棒シーズン7 オープニングテーマ

Disc 3
1. die Eule von Minerva（ミネルヴァの梟）
2. die Reihe〜der Angriff（隊列〜襲撃）
3. die Burg（城）
4. die Reihe〜der Angriff die kurze Version（隊列〜襲撃 ショートバージョン）
5. die Erschütterung（震動）
6. Fool's Mate（フールズ・メイト）
7. die Schachspieler（チェス・プレーヤー）
8. die Rache（復讐）
9. die Geisel（人質）
10. der Schrei（叫び）
11. Stalemate（ステイルメイト）
12. der Anstoβ（衝撃）
13. die Verfolgung（追跡）
14. die Hunde（犬たち）
15. der Bischof（僧正）
16. die groβe Brücke（大きな橋）
17. das Boot（船）
18. das Nest〜der Sprengstoff（巣窟〜爆破）
19. Bund（絆）
20. die Feier（式典）
21. der Vater（父）
22. die Familie（家族）
23. der Geist（ゴースト）
24. die Welt verändern（Change the World）
25. auf Wiedersehen（さようなら）

## 相棒シリーズ「鑑識・米沢守の事件簿」 ORIGINAL SOUNDTRACK
解説
相棒スピンオフ映画「鑑識・米沢守の事件簿」のオリジナル・サウンドトラック
収録曲
- 全ての曲は池頼広が作曲・編曲

1. 東京ビッグシティマラソン〜安堵の一時
2. 驚愕の事実
3. 鑑識
4. もと夫
5. 無謀な行動
6. 青防協
7. 無念な結果
8. 知子への想い
9. 青防協からの圧力
10. 理事長
11. 手遅れになってから
12. 知子はやはり殺された!?
13. データ復旧
14. 二箇所の送付先
15. 腐った組織
16. 知子の微笑み
17. 内部告発
18. 生きていない指紋
19. 自宅待機
20. 語るに落ちる
21. 真相究明
22. 語るに落ちた
23. 救われた想い
24. いろんな相棒
25. ほんとうの歌

## 相棒 Season8 オリジナル・サウンドトラック
解説
Season8のオリジナル・サウンドトラック
収録曲
- 全ての曲は池頼広が作曲・編曲

1. Aibou Season 8 Opening Theme [0:19]
2. Elevation [2:14]
3. 黒雲 [3:14]
4. 心模様 [4:46]
5. 紫煙 [1:32]
6. Mobile [2:59]
7. Road [4:31]
8. Transfiguration [2:32]
9. Labyrinth [2:20]
10. A Warm Day [1:18]
11. 炸裂 [1:59]
12. 漂泊 [2:28]
13. Reminiscence [2:28]
14. 木漏れ日 [3:27]
15. Strain [0:47]
16. Plot [2:32]
17. South Wind [3:45]
18. Restless [2:36]
19. Loniliness [2:14]
20. Awakening [1:59]
21. Scars [2:15]
22. 陽炎 [1:52]
23. Monster [2:37]
24. Smart [3:29]
25. Uncooperative [1:32]
26. 暗流 [2:31]
27. Deference [3:02]
28. Aibou Season 8 Opening Theme〜long version〜 [2:46]

## 相棒 Season9 オリジナル・サウンドトラック
解説
Season9のオリジナル・サウンドトラック
収録曲
- 全ての曲は池頼広が作曲・編曲

1. 相棒 Season9 オープニングテーマ [0:16]
2. 極点 [3:27]
3. 攻防戦 [2:38]
4. 潜行 [2:29]
5. 日溜まり [2:13]
6. 侵入 [3:26]
7. 眠らない街 [2:42]
8. 琥珀色 [2:18]
9. 久遠の扉 [2:59]
10. 迷宮の城 [3:00]
11. 眩暈 [1:28]
12. ティー・タイム [2:44]
13. 夢幻 [3:03]
14. 死角 [3:34]
15. 残照 [3:09]
16. 捜索 [2:54]
17. 蜃気楼 [2:53]
18. 路地裏 [2:36]
19. 名残り [2:25]

## 相棒 -劇場版II- 警視庁占拠! 特命係の一番長い夜 オリジナル・サウンドトラック
解説
シリーズ劇場版2作目「相棒 - 劇場版II- 警視庁占拠! 特命係の一番長い夜」のオリジナル・サウンドトラック
収録曲
- 全ての曲は池頼広が作曲・編曲

1. 過去から来た男
2. 十二人の幹部
3. elevator
4. 十二人の人質
5. 警視庁の隣
6. 警視庁事変
7. 右京の奇策
8. dialog S-48
9. SITと機動隊
10. 突入準備
11. 十二人の容疑者
12. 入れ墨の男
13. 七年前の事件
14. チャイナタウン
15. 救出
16. dialog S-126
17. 裏工作
18. dialog S-136
19. 共犯者
20. 碑前の復讐（主よ憐れみたまえ）
21. 影の正体
22. 魂たちの祈り（神の子羊よ）
23. 粛清
24. 隠されたシグナル
25. 小野田の秘策
26. 正義の定義
27. 墜ちた巨星（どうか魂に栄光の天国を）
28. 別れの言葉
29. 終わりの始まり-劇場版Ⅱバージョン-
30. 別れの言葉-エンディングバージョン-

## 相棒 Season10 オリジナル・サウンドトラック
解説
Season10のオリジナル・サウンドトラック
収録曲
- 全ての曲は池頼広が作曲・編曲

1. 相棒シーズン10 オープニングテーマ[0:19]
2. 螺旋 [2:47]
3. 席捲 [4:01]
4. 蠢動 [3:34]
5. 翳り [3:17]
6. 波間 [3:03]
7. 夜明け前 [2:46]
8. 一進一退 [2:53]
9. 水面下 [2:50]
10. 白昼夢 [1:07]
11. 道標 [2:24]
12. 深い森 [2:59]
13. 追走 [2:36]
14. ゆらめき [2:51]
15. 残照 [2:45]
16. プリズム [2:40]
17. 戒厳令 [2:45]
18. 飛沫 [2:06]
19. フェイク [3:10]
20. 相棒シーズン10 オープニングテーマ〜ピアノバージョン [0:19]
21. 相棒シーズン10 オープニングテーマ〜ロングピアノバージョン [2:19]
22. 相棒シーズン10 オープニングテーマ〜ロングサックスバージョン [2:19]
23. 相棒シーズン10 オープニングテーマ〜アフロバージョン [2:34]

## 相棒 Season11 オリジナル・サウンドトラック
解説
Season11のオリジナル・サウンドトラック。
初回限定盤には特典として六角精児と山中崇史による「六角精児のオールナイトニッポン特別版 相棒回想編」を収録したCDが付属。
収録曲
- 全ての曲は池頼広が作曲・編曲。シーズン3及び4 - 6のオープニングテーマはTVサイズに再編集したショートバージョン。

Disc 1
1. 相棒シーズン11 オープニングテーマ [0:22]
2. 蹂躙 [2:58]
3. 憂色 [2:09]
4. 風のかおり [2:43]
5. 花の里 〜Bossa Nova ver.〜 [2:01]
6. 残響 [2:56]
7. 陽だまり [3:14]
8. 霧のとばり [2:25]
9. 遠い記憶 [1:28]
10. 花の里 〜Hawaiian ver.〜 [1:41]
11. 午後のひととき [2:18]
12. 凶兆 [2:34]
13. 気分は上々 [2:31]
14. 終局の鐘 [2:55]
15. ランデブー [2:02]
16. 迷いの森 [2:47]
17. 花の里 〜Piano ver.〜 [2:07]
18. When Love Kills You 〜English ver.〜 [4:16]
19. 相棒シーズン1 オープニングテーマ [0:27]
20. 相棒シーズン2 オープニングテーマ [0:24]
21. 相棒シーズン3 オープニングテーマ [0:23]
22. 相棒シーズン4. 5. 6 オープニングテーマ [0:20]
23. 相棒シーズン7 オープニングテーマ [0:14]
24. 相棒シーズン8 オープニングテーマ [0:18]
25. 相棒シーズン9 オープニングテーマ [0:17]
26. 相棒シーズン10 オープニングテーマ [0:16]

Disc 2（初回盤のみ）
1. 六角精児のオールナイトニッポン特別版 相棒回想編 [37:17]

## 相棒シリーズ X-DAY オリジナル・サウンドトラック
解説
相棒スピンオフ映画「相棒シリーズ X DAY」のオリジナル・サウンドトラック。
初回限定盤には特典として六角精児と川原和久による「六角精児のオールナイトニッポン特別版 相棒 X-DAY編」を収録したCDが付属。
収録曲
- 全ての曲は池頼広が作曲・編曲。

Disc 1
1. 或る銀行員の死 [2:31]
2. サイバー犯罪捜査官 [2:31]
3. 正体不明の指紋 [2:14]
4. 捜査会議 [1:04]
5. 不穏な会食 [1:25]
6. 主のいない特命係 [0:20]
7. 被害者の上司 [2:10]
8. 冷たい恋人 [0:50]
9. ガサ入れと冷やし中華 [3:42]
10. 警察庁の男 [2:19]
11. 生きていたジャスティス [0:59]
12. 新たな相棒 [0:57]
13. 嫌らしい攻め方 [0:37]
14. 有志のメンバー [1:09]
15. 新ジャスティスを追え [0:55]
16. その男、刑事部長 [1:01]
17. 殺しの裏にあるもの [2:01]
18. ロンドンからの電話 [3:32]
19. 破産を金にする男 [1:32]
20. 謀議と和牛のポワレ [2:08]
21. 信用の証 [1:10]
22. 警察官の資質 [0:41]
23. 託されたメモリー [1:00]
24. タロットカード [3:19]
25. 金融街の追走 [8:33]
26. 岩月の秘策 [1:00]
27. 真犯人逮捕 [3:55]
28. 伊丹の矜持 [2:43]
29. そう遠くない未来〜エンディングテーマ [4:53]

Disc 2（初回盤のみ）
1. 六角精児のオールナイトニッポン特別版 相棒 X-DAY編 [38:09]

## 相棒 Season12 オリジナル・サウンドトラック
解説
Season12のオリジナル・サウンドトラック。
収録曲
- 全ての曲は池頼広が作曲・編曲。

Disc 1
1. 相棒 season 12 オープニングテーマ [0:23]
2. 忍び寄る闇 [2:21]
3. 動き出す真実 [3:22]
4. 敵か味方か [2:42]
5. 疑似空間 [2:19]
6. 微かなシグナル [2:47]
7. 熱き思い [2:24]
8. 相棒 season 12 オープニングテーマ（アコースティックバージョン） [2:25]
9. 背中合わせ [2:47]
10. 灰色の空 [2:03]
11. 一場春夢 [2:59]
12. 心の隔たり [2:18]
13. 妙計奇策 [2:38]
14. 正論と曲論 [2:36]
15. 葬られた過去 [2:29]
16. 繋がる証拠 [2:08]
17. 獅子身中の虫 [3:18]
18. 張り詰めた時間 [2:19]
19. 相棒 season 12 オープニングテーマ（ロングバージョン） [1:55]

Disc 2
1. 六角精児のオールナイトニッポン 特別版 Vol.3 [41:11]

## 相棒-劇場版III- オリジナル・サウンドトラック
解説
シリーズ劇場版3作目「相棒 -劇場版III- 巨大密室! 特命係 絶海の孤島へ」のオリジナル・サウンドトラック
収録曲
- 全ての曲は池頼広が作曲・編曲

Disc 1
1. 絶海の孤島 [4:10]
2. 戦闘訓練 [0:53]
3. ある男の事故死 [1:30]
4. dialog S-17 [0:37]
5. 尊からの依頼 [4:56]
6. 相応しい人物 [0:22]
7. 支援する議員 [1:25]
8. 特命係、上陸 [2:34]
9. 実況見分 [2:05]
10. スポンサーの男 [1:01]
11. dialog S-50 [0:07]
12. 作業場 [0:20]
13. ステッキコレクション [0:30]
14. 罪滅ぼし [2:01]
15. dialog S-58 [0:35]
16. 湧き立つ疑念 [0:42]
17. 足りない蹄鉄 [1:26]
18. 二人の問題児 [1:31]
19. 選ばれし男たち [0:50]
20. 同志の誓い [1:27]
21. 右京からの電話 [1:36]
22. 事故から殺人へ [1:15]
23. 国防かテロか [1:28]
24. 捜査一課、島へ [0:27]
25. 信じる者は救われる [2:13]
26. 峯秋の密命 [1:31]
27. 謎の奇襲攻撃 [3:35]
28. 特殊部隊と驚愕の事実 [2:51]
29. 降伏か抗戦か [2:59]
30. 橋上の反撃 [1:53]
31. 訓練地図と秘密の場所 [2:13]
32. 爆破へのカウントダウン [2:21]
33. 蹄鉄の矛盾 [2:26]
34. dialog S-160 [0:13]
35. 殺す理由と殺される理由 [3:35]
36. 右京の仮説 [2:01]
37. 生物兵器を追え! [1:09]
38. モグラの正体 [2:16]
39. 流行病 [4:57]
40. 終わりの始まり ～劇場版3バージョン～ [3:23]

Disc 2
1. 六角精児のオールナイトニッポン 特別版 Vol.4 [46:34]

## 相棒 Classical Collection II
解説
相棒 Season7 - Season12で使用された名曲集。
収録曲
- （ ）内は作曲者。

1. カノン （パッヘルベル）
2. 交響曲第8番第3楽章 （ドヴォルザーク）
3. 亡き王女のためのパヴァーヌ （ラヴェル）
4. 忘れられた映像 第1曲レント （ドビュッシー）
5. ヴォカリーズ （ラフマニノフ）
6. ピアノ・ソナタ第17番「テンペスト」第3楽章 （ベートーヴェン）
7. 衣装をつけろ～歌劇『道化師』 （レオンカヴァッロ）
8. 交響曲第5番第3楽章 （チャイコフスキー）
9. ワルツ第7番 （ショパン）
10. 弦楽六重奏曲第1番第2楽章 （ブラームス）
11. 弦楽のためのアダージョ （バーバー）
12. ノクターン第20番遺作 （ショパン）

## 相棒 Season14 オリジナル・サウンドトラック
解説
Season14のオリジナル・サウンドトラック。
収録曲
- 全ての曲は池頼広が作曲・編曲。

1. 相棒シーズン 14 オープニングテーマ（オリジナルヴァージョン） [0:24]
2. 底知れぬ闇 [3:22]
3. 道の途中 [3:07]
4. 吐息 [2:42]
5. 嵐の夜に [3:32]
6. 異邦人 [3:45]
7. 飽くなき戦い [3:24]
8. 一条の光 [2:53]
9. 焦土 [3:39]
10. 襲来 [2:36]
11. 吐息（ver2） [2:42]
12. 錆びた足音 [3:36]
13. 魍魎の貌 [3:01]
14. 夢の住人 [2:45]
15. 乱反射 [3:57]
16. 相棒シーズン 13 オープニングテーマ（オリジナルヴァージョン） [0:24]

## 相棒 -劇場版IV- オリジナルサウンドトラック
解説
シリーズ劇場版4作目「相棒 -劇場版IV- 首都クライシス 人質は50万人! 特命係 最後の決断」のオリジナル・サウンドトラック。本盤より池頼広の個人レーベル「スタジオキッチン」からリリース。
収録曲
- 全ての曲は池頼広が作曲・編曲。

1. 相棒 劇場版IV オープニング
2. Big Yellow Moon
3. Hide and Seek
4. 死屍累々
5. 相棒 劇場版IV メインタイトル
6. 7年前の誘拐事件
7. 消えた霊柩車
8. レストラン街の惨劇
9. 生きていた少女
10. 探しもの
11. 官邸
12. 終わりのない戦争
13. アジト
14. 鳥たちの夜
15. 鍔広帽の女
16. 沈思黙考
17. 頭脳と手足
18. 納棺師
19. 元相棒
20. 1959年
21. 書きかけの報告書
22. 毒物混入の謎
23. 優しい眼差し
24. 戦火の島
25. 裏切り
26. アジト発見
27. 呪いを掛けられた少女
28. レイブンのルーツ
29. 銀座パレード
30. 警備開始
31. ハッカーの正体
32. 人質は50万人
33. 痛恨のミス
34. テレビ中継車
35. 黒衣の男、現る
36. 狙撃
37. デパートの格闘
38. 少女の叫び
39. 右京、走る
40. 青空を見上げて
41. 命を張る男
42. その先にあるもの
43. 驚愕の真実
44. あなたは生きるべきです
45. 相棒 劇場版IV エンドロール

## 相棒シーズン15〜18 オリジナルサウンドトラック
解説
Season15〜18のオリジナル・サウンドトラック。
収録曲
- 全ての曲は池頼広が作曲・編曲。

1. 相棒シーズン18オープニングテーマSP
2. 浸食
3. 轍
4. 獣声
5. 祈りの鐘
6. 黙示録
7. 鈍色
8. 奇々怪々
9. 翳りゆく日々
10. 名もなき英雄
11. 乱気流
12. 灰燼
13. 疾風怒濤
14. 火急
15. 相棒シーズン15オープニングテーマ
16. 相棒シーズン16オープニングテーマ
17. 相棒シーズン17オープニングテーマ
18. 相棒シーズン18オープニングテーマ

## 相棒シーズン19&20 オリジナルサウンドトラック
解説
Season19,20のオリジナル・サウンドトラック。iTunes、Mora、e-Onkyoでの配信のみの発売となる。
収録曲
- 全ての曲は池頼広が作曲・編曲。

1. 相棒シーズン19 オープニングテーマ
2. 最果て
3. 最果て～ヴァイオリンソロ・ヴァージョン
4. 光芒
5. 終わりのない戦い
6. モメンタム
7. 相棒シーズン20オープニングテーマ

## 相棒シーズン21 オリジナルサウンドトラック
解説
Season21のオリジナル・サウンドトラック。iTunes、Mora、e-Onkyoでの配信のみの発売となる。相棒シーズン22 オリジナルサウンドトラックとの同時発売。
収録曲
- 作曲・編曲は池頼広。

1. 相棒シーズン21 オープニングテーマ

## 相棒シーズン22 オリジナルサウンドトラック
解説
Season22のオリジナル・サウンドトラック。iTunes、Mora、e-Onkyoでの配信のみの発売となる。相棒シーズン21 オリジナルサウンドトラックとの同時発売。
収録曲
- 作曲・編曲は池頼広。

1. 相棒シーズン22 オープニングテーマ

## 相棒シーズン23 オリジナルサウンドトラック
解説
Season23のオリジナル・サウンドトラック。iTunes、Mora、e-Onkyoでの配信のみの発売となる。
収録曲
- 作曲・編曲は池頼広。

1. 相棒シーズン23 オープニングテーマ